# Distrito de Llipa
El distrito de Llipa es uno de los diez distritos de la provincia de Ocros del departamento de Áncash, bajo la administración del Gobierno regional de Ancash. en el Perú. Limita al norte con el distrito de Cajamarquilla; por el sur con el distrito de San Cristóbal de Raján y el distrito de Mangas de la provincia de Bolognesi; por el este con el distrito de Cajamarquilla y; por el oeste con el distrito de San Cristóbal de Raján y con el distrito de Ocros. El distrito fue creado el 15 de noviembre de 1957 mediante Ley n.º 12856 del durante el gobierno del presidente de la República del Perú Manuel Prado Ugarteche; bajo la administración de la Provincia de Bolognesi.

## Toponimia
Su nombre derivaría del quechua Lipo; de lejos pareciera tener la forma de ombligo; con el trascurso del tiempo lo pusieron (por facilidad de sonido) Llipa.
Con otras posibilidades por investigar su origen por antropólogos y/o arqueólogos. (Fuente: Richard Balabarca J).
Lipa, en quechua del Áncash trasandino significa ‘gorda’ y, en lenguaje infantil, cupiese lipa → llipa.

## Historia
En 1907 formó parte del distrito de Cajamarquilla con sus tierras demarcadas desde sus antepasados. En la zona de Cajamarquilla en el barrio Cruz Jirca habitaban los Corpasinos; y para irrigar sus tierras de Ratahuanca y Llipapampa, los Corpasinos construyeron el estanque en Michca y cerca de ello edificaron sus casas, llamándose Barrio Cochamarca; que posteriormente surgieron otros Barrios como Chocche (Chokchi), Llipahuay (Llipa Huayi) y Piquipampa.
Llipa es la continuidad histórica del asentamiento humano de Corpas (Corpashcuyas) donde sus ruinas antiguas que se encuentran ubicadas a 3,650 m s. n. m. (metros sobre el nivel del mar) frente a la Mina Llipa.
En 1954, el pueblo de Llipa fue anexado al nuevo distrito de San Cristóbal de Raján.
En 1956 se empieza a hacer las gestiones para la creación como distrito por los hijos de Llipa, autoridades; bajo los apoyos de los Diputados por Ancash Guillermo Bracale Ramos y Teófilo López Vidal.
En 1957, el 15 de noviembre se promulga la Ley de Creación Política como Distrito por Ley n.º 12856 y estará integrado por los anexos de Cunupata, Ninash, Mina Llipa y San Bartolomé de Conchoc.
En 1960 se empieza a explorar la mina de LLipa.
En 1970, el 31 de mayo se produjo un terremoto y destruye casi el 80 % de las viviendas, calles, caminos y canales de regadío.
Desde su creación hasta junio de 1990 perteneció administrativamente a la Provincia de Bolognesi, luego pasa a formar parte de la nueva Provincia de Ocros.
En 1992 nacen las gestiones para la reubicación de la población en el morro y alrededor de la Pampa de LLipa por el Alcalde Carlos Armando Mariano Dueñas, el pueblo y otras autoridades.
En 2005 contaba con una extensión superficial de 33.69 km² y una población distrital de 204 habitantes, según el censo de 2005. (Datos del INEI 2005).

## Geografía
Llipa es capital del distrito y se encuentra ubicado a 2800 m s. n. m. en la margen izquierda aguas arriba del río Pativilca, parte sur de la Región Ancash.
Sus coordenadas geográficas son: latitud 10°23′18″ S, longitud 77°12′15″ O.

### Clima
Es templado y frío, con una temperatura promedio de 16.5 °C y una humedad relativa promedio de 60 %; la época de lluvias es de diciembre a abril.

## Autoridades

### Municipales
- 2011-2014[1]
  - Alcalde: Federico Emiliano Mariano Leonardo, del Movimiento Regional Independiente Cuenta Conmigo (CC).
  - Regidores: Javier Kessler Mariano Fernández (CC), Niceto Fabián Padilla (CC), Gelacia Godoy Fabián (CC), Cintia Magdalena Leonardo Padilla (CC), Rayles Dacio Padilla Balabarca (Fuerza 2011).
- 2007-2010:
  - Alcalde: Carlos Armando Mariano Dueñas.

## Economía
La economía se distingue por la actividad agrícola, se cultiva durazno con fines comerciales y para el auto consumo es el maíz, papa, olluco, oca, mashua, yacón, trigo, cebada, frijol, pallar, haba, zapallo, calabaza y cayhua.
Frutales: como alternativa en la parte baja abrigada: Palta, lúcumo, durazno, manzano, granadilla y tuna.
Animales: crianza de animales domésticos.

### Vías de comunicación
Telecomunicaciones: Cuenta con los servicios de telefonía, internet, televisión y emisora de radio municipal.
Red Vial: saliendo de Lima hacia el norte, Barranca, ingresar por la margen izquierda del río Pativilca, puente Cahua, puente Rapay para llegar a Llipa se cruza el puente Muri sobre el río Pativilca y se asciende hasta 2800 m s. n. m. donde se ubica el pueblo de Llipa, continuando hasta el pueblo de Raján a 3500 m s. n. m., Mina Llipa a 3600 m s. n. m. y Cajamarquilla a 3600 m s. n. m.

## Fauna y flora
| Flora                                       | Fauna                                  |
| ------------------------------------------- | -------------------------------------- |
| Queñual, quishuar, escorsonera, huamanrripa | vicuña, cóndor, venado, taruca         |
| Retama, (chilca), eucalipto, orquídea       | zorro, erizo, vizcacha                 |
| Saúco, pitajaya, yerba santa                | perdiz, buitre, picaflor, zunzún       |
| Marco, aliso, orquídea, Acupalla, molle     | tórtola, loro, gallinazo, bubo, cuculi |
| Huallanca (espina), kikuyo                  | erizo, cernícalo, pájaro carpintero    |

## Festividades
Una de las estampas costumbristas es la danza del Alcalde de Vara y las Quiyayas.
| Días Festivos y calendario de festividad en Llipa |                                                        |
| Fecha                                             | Motivo                                                 |
| 1 de enero                                        | Año Nuevo                                              |
| Febrero                                           | Carnavales                                             |
| Marzo-abril                                       | Semana Santa                                           |
| 27 de abril                                       | Homenaje a Toribio de Mogrovejo                        |
| 1 de mayo                                         | Día del Trabajo                                        |
| 2.º domingo de mayo                               | Día de la Madre                                        |
| 2.º domingo de junio                              | Día del Padre                                          |
| 16 de junio                                       | Homenaje patronal de la virgen del Carmen              |
| 28 de julio                                       | Aniversario Patrio                                     |
| 18 de octubre                                     | Homenaje al Patrón San Lucas                           |
| 1 de noviembre                                    | Día de Todos los Santos                                |
| 15 de noviembre                                   | Aniversario de creación política del distrito de LLipa |
| 25 de diciembre                                   | Navidad                                                |

## Comidas típicas
Lahuita, picante de cuy, cuy a la brasa, peján caldo, calabaza al horno, humita, patasca y picante de yuyo.